# Quili Malal
Quili Malal es una localidad rural del departamento Picunches, en el centro de la provincia del Neuquén, Argentina.
Se encuentra a 90 km de la ciudad de Zapala sobre la RP 10, sobre el río Agrio, a unos 11 km de la desembocadura de éste en el Río Neuquén.

## Población
En el censo de 2001, había sido considerada como población rural dispersa. 
Contó con 182 habitantes (Indec, 2010). La población se compuso de 95 varones y 87 mujeres, lo que arrojó un índice de masculinidad del 109.20 %. En tanto, las viviendas pasaron a ser 90.
Según el censo 2022 se conoció una población dentro de la comisión de fomento es de 137 habitantes y 111 viviendas.Esto la situó como la comisión de fomento con menos población de la provincia.
| Gráfica de evolución demográfica de Quili Malal entre 1991 y 2022 |
|                                                                   |
| Fuente: censos nacionales del INDEC                               |